# Несвицкий, Иван Васильевич
Князь Иван Васильевич Несвицкий (1740 — 15 (27) апреля 1806) — придворный екатерининской эпохи, видный деятель Российского масонства.

## Биография
Третий сын вице-адмирала князя Василия Фёдоровича Несвицкого и Богданы Ивановны Ушаковой.
В период, когда его отец занимал пост петербургского губернатора, служил в конной гвардии секунд-ротмистром и вместе со своим приятелем и сослуживцем Ф. Хитрово принял участие в дворцовом перевороте 1762 года, возведшем на престол Екатерину II; в день её коронации (22 сентября) он был переименован в камер-юнкеры. Хитрово просил Несвицкого бывать у братьев Орловых и присматривать за их замыслами. Через год Несвицкий донёс на заговор Хитрово извести Орловых, после чего в 1764 г. вышел на время в отставку.
В ходе странствий по Европе стал масоном. В августе 1767 года по дороге к братьям в Англию заезжал в Лейпциг. Возобновил придворную службу сначала как камергер, затем в чине тайного советника. Член Великой английской (провинциальной) ложи, один из её великих наместников-надзирателей в России. Досточтимый мастер петербургской ложи «Беллона», основанной в 1774 году.
В 1793 году, во время путешествия Екатерины II в Белоруссию, князь Несвицкий вместе с И. В. Обуховым был командирован в Могилёв для встречи императрицы и приготовления всего необходимого для пятидневного её пребывания в городе. За успешное выполнение возложенного на него поручения Несвицкий был пожалован кавалером ордена св. благоверного князя Александра Невского.
Пользовался благосклонностью императора Павла, который в апреле 1797 года сделал его обер-шенком. По свидетельству Массона, Павел опасался, что его жена повторит судьбу его матери, заведя себе любовника наподобие Орлова, поэтому приставил к ней соглядатаем князя Несвицкого, «признанного достаточно ничтожным для этого».
Детей в браке с Настасьей Ивановной Лихаревой не имел. Со смертью его и трёх братьев пресеклась в мужском поколении старшая ветвь рода Несвицких. Похоронен в Спасо-Андрониковом монастыре в Москве.

## Награды
- орден Святой Анны (1777)
- орден Святого Александра Невского (22.09.1793)
- орден Святого Андрея Первозванного (05.04.1797[5])

## Образ в кино
- «Война и мир» (СССР, 1967) — актёр Юрий Леонидов

## Имения
- Половнево (Рязанская область)